# Ермакова, Надежда Андреевна
Наде́жда Андре́евна Ермако́ва (в девичестве — Лупекина; род. 19 апреля 1953, деревня Розальмово Тростинского сельсовета Хотимского района Могилёвской области, БССР) —  белорусский государственный деятель, председатель правления Национального банка Республики Беларусь с 27 июля 2011 года по 27 декабря 2014 года.

## Биография
Надежда Андреевна Ермакова в 1971 году окончила Пинский учётно-кредитный техникум. После завершения учёбы работала кредитным инспектором, старшим кредитным инспектором, заместителем управляющего Хотимским отделением Госбанка, заместителем управляющего Кировским отделением Госбанка, управляющим Шкловским отделением Госбанка, заместителем председателя райисполкома и председателем плановой комиссии Шкловского райисполкома, заведующим финансовым отделом Шкловского райисполкома, управляющим филиалом коммерческого банка "Северо-Запад" в Шклове, управляющим отделением Белагропромбанка в Шклове.
В 1978 году заочно окончила Белорусский государственный институт народного хозяйства имени В.В.Куйбышева (ныне БГЭУ).
С 1999 года — председатель общественного объединения «Белорусский союз женщин».
Избиралась членом Совета Республики Национального собрания Беларуси первого, второго, третьего и четвертого созывов. Являлась членом правления Национального банка Беларуси. До назначения председателем правления Нацбанка была председателем правления ОАО «Сберегательный банк Беларусбанк».
27 декабря 2014 отправлена в отставку Президентом Беларуси Александром Лукашенко, в марте 2015 избрана председателем наблюдательного совета банка БелВЭБ.
Постановлением Правления Национального банка Беларуси №192 от 14 июня 2020 года назначена главой временной администрации «Белгазпромбанка».

## Награды, звания
- Награждена орденом Почёта.[3].
- Заслуженный экономист Республики Беларусь.
- Юбилейная медаль «МПА СНГ. 25 лет» (13 октября 2017 года) — за заслуги в деле развития и укрепления парламентаризма, за вклад в развитие и совершенствование правовых основ функционирования Содружества Независимых Государств, укрепление международных связей и межпарламентского сотрудничества[4].

## Критика
В июне 2020 года, когда Надежда Ермакова являлась руководителем временной администрации банка «Белгазпромбанка», у некоторых клиентов банка обнаружилось, что были вскрыты их депозитарные ячейки без присутствия самих клиентов, при этом из ячеек пропало содержимое. Несколько человек написали заявления в банк с претензиями на вскрытие депозитарных ячеек без их присутствия и пропажу содержимого.

## Семья
2 брака, две дочери (Наталья и Юлия). Юлии, её мужу и его отцу принадлежит компания-импортёр морепродуктов, активно поставляющая рыбу в исправительные учреждения, больницы и военные части Беларуси.